# Simone Régis
Simone Régis (...) è una modella brasiliana.
La Regis è vincitrice del concorso Miss Terra Brasile nel 2001, seconda classificata a Miss Terra 2001, in rappresentanza del Brasile e vincitricedel titolo di Miss Aria 2001 durante la cerimonia tenutasi il 28 ottobre 2001 a Quezon, nelle Filippine.